# Papirus Oxyrhynchus 40
Papirus Oxyrhynchus 40 oznaczany jako P.Oxy.I 40 – rękopis zawierający decyzję prawną prefekta Eudaemona napisany w języku greckim przez nieznanego autora. Papirus ten został odkryty przez Bernarda Grenfella i Arthura Hunta w 1897 roku w Oksyrynchos. Rękopis jest datowany na koniec II lub początek III wieku n.e. Przechowywany jest w bibliotece Uniwersytetu Cambridge (Add. Ms. 4032). Tekst został opublikowany przez Grenfella i Hunta w 1898 roku.
Manuskrypt został napisany na papirusie, na pojedynczej karcie. Rozmiary zachowanego fragmentu wynoszą 18,7 na 14,8 cm.